# (269251) Kolomna
(269251) Kolomna est un astéroïde de la ceinture principale.

## Description
(269251) Kolomna est un astéroïde de la ceinture principale. Il fut découvert le 26 août 2008 à Androuchivka par l'observatoire astronomique d'Androuchivka. Il présente une orbite caractérisée par un demi-grand axe de 2,69 UA, une excentricité de 0,26 et une inclinaison de 14,8° par rapport à l'écliptique.

## Compléments